# Glenea vingerhoedti
Glenea vingerhoedti là một loài bọ cánh cứng trong họ Cerambycidae.